# 알파트
 알파트는 꾸란의 48번째 장이다.
수라는 이슬람 도시 국가인 마디나와 막칸 다신교도 사이의 후다이비야 조약을 계기로 히즈라 6년에 마디나에서 공개되었다. 이 승리를 언급한 다음, 위선자들의 태도를 비판하고, 무슬림들에게 더 많은 약속을 계속하고, 무슬림 공동체의 중요한 미덕을 언급하면서 끝맺는다.
이 장의 이름은 반대 세력 간의 협력을 통해 유혈 사태 없이 체결된 조약을 직접 참조하여 "실제로 우리는 당신에게 분명한 승리를 안겨주었다..."라고 말하는 첫 구절에서 이름을 얻었다. 이 조약과 따라서 장이 "명백한 승리"라고 불리는 이유는 주로 평화적 성격 때문이라고 믿어진다.
| 이 전 무함마드 | 수라 48 (아랍어 원문) | 다 음 알 후즈라트 |
| 1 2 3 4 5 6 7 8 9 10 11 12 13 14 15 16 17 18 19 20 21 22 23 24 25 26 27 28 29 30 31 32 33 34 35 36 37 38 39 40 41 42 43 44 45 46 47 48 49 50 51 52 53 54 55 56 57 58 59 60 61 62 63 64 65 66 67 68 69 70 71 72 73 74 75 76 77 78 79 80 81 82 83 84 85 86 87 88 89 90 91 92 93 94 95 96 97 98 99 100 101 102 103 104 105 106 107 108 109 110 111 112 113 114 |                       |                   |